# سسک نیزار بلبلی
سسک نیزار بلبلی (نام علمی: Acrocephalus luscinius) یا سسک نیزار گوام، یک پرنده آوازخوان بومی گوام بود که از سال ۱۹۶۹ دیده نشده‌است.